# Juan Edmundo Vecchi
Juan Edmundo Vecchi Monti (Viedma, Argentina, 23 de junio de 1931-Roma, Italia, 23 de enero de 2002) fue un sacerdote católico salesiano argentino; y fue el rector mayor de la Congregación Salesiana de Don Bosco entre 1996 y 2002, tiempo en el cual se constituyó como el VIII sucesor de Juan Bosco en el gobierno de la segunda (en número de integrantes) comunidad religiosa masculina de la Iglesia católica. 
Vecchi fue el vicario del rector mayor Egidio Viganò y en práctica ejerció el gobierno de la Congregación durante los últimos meses de vida del mismo. Fue el primer rector mayor no nacido en Italia que ocupó el cargo, aunque era descendiente de emigrantes italianos en Argentina. Nació en Viedma el 23 de junio de 1931 y era sobrino de san Artémides Zatti. Se destacó por ser un rector mayor que dio gran impulso a la pastoral juvenil salesiana. Fue el rector mayor que ocupó el cargo por menor tiempo (seis años).

## Biografía
Nació el 23 de junio de 1931 en Viedma en una familia de emigrantes italianos en Argentina que habían llegado al Cono Sur hacia finales del siglo XIX procedentes de la Emilia Romagna. Eran sus padres Albino Vecchi y Maria Monti, ambos nacidos en Italia, pero que se conocieron y se casaron en Argentina. Juan Edmundo fue el séptimo y último de los hijos. 
Cabe destacar que “Don Vecchi”, como solían llamarle ya mayor, fue explorador del Batallón 34 “Capitán Francisco Geronazzo”, de Viedma, Río Negro. 
Fue aquí, en los exploradores donde tuvo su primer contacto con los salesianos, luego con el tiempo alcanzaría el mayor rango en una  de las congregaciones religiosas más grande de la Iglesia Católica en el mundo, rector mayor; en este caso de la Pía Sociedad de San Francisco de Sales entre 1995 y 2002.
Sus primeros estudios los realizó en el Instituto Don Bosco de Viedma en donde decidió seguir la vocación religiosa con los salesianos. En 1942 ingresó a la escuela salesiana de Fortín Mercedes en donde comenzó su contacto con las obras de Don Bosco. El 29 de enero de 1947 ingresa al noviciado salesiano y el 28 de enero de 1948 hace sus votos religiosos. 
Adelantó sus estudios eclesiásticos en el Teologado Salesiano La Crocetta de Turín (Italia) a partir de 1954 y se ordenó sacerdote el 1 de julio de 1958.
Terminada su formación religiosa y sacerdotal, regresa a su patria para trabajar en Viedma y es elegido provincial de la Inspectoría de la Patagonia septentrional.
Entre 1958 y 1960 es catequista en el aspirantado salesiano de Fortín Mercedes, director del Colegio Domingo Savio de Bahía Blanca entre 1962 y 1965. Entre 1966 y 1970 fue director del Centro de Formación para salesianos jóvenes.
En 1972 Don Ricceri lo elige como Superior Regional para Argentina, Brasil, Uruguay y Paraguay, cargo que ejerce hasta 1977. Posteriormente es promovido al cargo de consejero mundial para la Pastoral Juvenil en Roma en cuyo puesto estará hasta 1990. Es nombrado vicario del rector mayor Egidio Viganò y su figura se hará especialmente prominente durante los últimos meses de convalecencia de este en 1995 para ser elegido el VIII sucesor de Don Bosco el 20 de marzo de 1996 en el XXIV Capítulo General de los Salesianos cuyo tema estaba dedicado a los seglares.

## Rector mayor de los Salesianos
Don Vecchi ya tenía un nombre de gran reconocimiento mundial y eclesial cuando fue nombrado rector mayor. Especialmente se le recuerda como la mano derecha de su antecesor y sus profundos conocimientos y experiencias en el campo de la pastoral juvenil salesiana en lo cual dejó una prolífera y valiosa documentación escrita. 
En sus visitas a las diferentes inspectorías salesianas del mundo, procuraba encontrarse con los agentes de pastoral y los laicos a quienes daba una gran importancia y a los que dirigía valiosos mensajes formativos porque partía de su propia experiencia y de su propia conciencia como educador. Insistía sobremanera en la comunicación dentro de la misión salesiana, dentro de la evangelización y del anuncio. Muy especialmente su enfermedad se convirtió en fuente de su apostolado y misión como rector mayor, desde la cual dirigió ricos documentos de espiritualidad salesiana.
El 23 de enero de 2002 fallecía Don Vecchi en Roma a causa de un tumor cerebral y fue sepultado en las Catatumbas de San Calixto, las cuales están bajo cuidado de la Congregación Salesiana. Tenía tan solo 70 años de edad y moría en ejercicio del cargo. Al igual que él hizo con su antecesor, su periodo de gobierno sería terminado por su vicario general, el hoy obispo monseñor Luc Van Looy hasta la celebración del siguiente Capítulo General que él mismo alcanzó a convocar.

### Magisterio desde su enfermedad
Don Vecchi envió numerosos mensajes durante el periodo de convalecencia, pero el más destacado fue la carta "enfermedad y ancianidad en la experiencia salesiana". En ella dice:

La enfermedad me llegó de improviso, en el corazón del Ministerio que me fue confiado por la Providencia. Había proyectado muchas cosas para el tiempo de mi Rectorado, pero me llegó esta sorpresa. La gracia de Dios y la caridad de vuestra oración me han ayudado a vivir este cambio vocacional, que me llamaba a servir al Señor de una manera nueva.

El rector mayor enseña en su convalencia el valor de la ancianidad y, aunque la Congregación de Don Bosco está dirigida a la misión juvenil, es necesario tener en cuenta la realidad y la dimensión de la ancianidad. "A envejecer bien se aprende desde jóvenes", dice.
Desde una profunda realidad existencial imbuida de valores cristianos, Don Vecchi describe tres etapas de la vida:
1. "¿Cómo acoger la vida?" que describe como la etapa de la apreciación de la vida.
2. "¿Cómo emplear la vida en la dimensión del don?" que es la parte de las decisiones.
3. "¿Cómo entregar la vida?" que es la del sacrificio.

Don Vecchi se identifica a sí mismo con los ejemplos de santidad salesiana que han tenido que ver directamente con la realidad de la enfermedad como Artémides Zatti y Simón Srugi, ambos hermanos coadjutores enfermeros y Luis Variara, el apóstol de los enfermos de lepra.

### Acontecimientos
Fue el rector mayor que vio el paso del Milenio y del nuevo siglo (siglo XX - siglo XXI, el primer R.M. que vio un cambio de siglo fue Miguel Rúa). Entre los acontecimientos más destacados durante el gobierno de Don Vecchi se encuentran:
1. La beatificación de su tío, el Salesiano Coadjutor Artémides Zatti, ocasión para la cual escribió un mensaje, aunque murió antes de ver la ceremonia que presidió S.S. Juan Pablo II el 14 de abril de 2002. En el siguiente texto, Don Vecchi describía a su tío Zatti y nos muestra la manera brillante de escribir del rector mayor argentino:

De Zatti corrían anécdotas, dichos, impresiones y juicios: un mosaico lleno de color construido con gestos cotidianos y hechos extraordinarios. A través de ellos la gente llegaba por línea directa a una conclusión: era un santo. Lo reconocía espontáneamente. No necesitaba un concepto elaborado de santidad al cual ajustarse ni complicados criterios de discernimiento. Era una intuición, el olfato popular que descubre en la caridad compasiva y pronta, como la del Buen Samaritano, la energía del Espíritu, el signo de Jesús y la presencia del Padre.

2. El I Centenario de la llegada de los salesianos a Bolivia en 1996, motivo por el cual el R.M. visitó las obras salesianas en este país.
3. El I Centenario de la llegada de los salesianos a El Salvador, motivo por el cual Don Vecchi se desplazó a ese país y fue recibido por miles de jóvenes en el Palacio de los Deportes el 18 de agosto de 1998. En dicha ocasión Don Vecchi dijo a los muchachos salvadoreños:

Hago un llamado a los jóvenes para que vivan como María y se pongan al servicio completo del Señor. Es necesario que ustedes dejen entrar a Cristo en sus corazones y mantengan viva la llama de la esperanza en ellos

4. Beatificación de los Mártires de Polonia: El 13 de junio de 1999 Don Vecchi participó a la beatificación de 108 mártires polacos en Varsovia, entre los cuales se encontraba el sacerdote salesiano José Kowalski y cinco jóvenes del oratorio salesiano de Poznan.